# リエジソン・ダ・シウヴァ・ムニス
リエジソン・ダ・シウヴァ・ムニス（Liédson da Silva Muniz、1977年12月17日 - ）は、ブラジル・バイーア州出身の元サッカー選手。ポルトガル代表であった。ポジションはフォワード。

## 経歴

### クラブ

#### ブラジル時代
バイーア州のカイルに生まれた。アマチュアクラブでプレーしていた時は週末にサッカーをし、平日はスーパーマーケットで働く生活を送っていたが、22歳の時にコリチーバFCからプロデビューを果たした。その後はリオデジャネイロのCRフラメンゴとサンパウロのコリンチャンスというふたつのビッグクラブでプレーし、それぞれのクラブで個人的な成功を収めた。

#### スポルティングCP
2003年夏、移籍金200万ユーロでポルトガル・スーペル・リーガのスポルティングCPに移籍した。2004-05シーズンにはリーグ戦で25得点を挙げてリーグ得点王に輝いた。2005-06シーズンには出場31試合で15得点を挙げ（フル出場は28試合であり、出場時間は2899分であった）、得点ランキングの2位にランクインした。2006-07シーズンは再びリーグ得点王に輝き、チームはタッサ・デ・ポルトガルで優勝した。かつてスポルティングに所属したフェルナンド・ペイロテオ、エクトル・ヤサルデ、マヌエル・フェルナンデス、ルイ・ジョルダン、フェルナンド・ゴメス、ジョルジ・カデテ、アルベルト・アコスタ、マリオ・ジャルデウらに匹敵する偉大なストライカーと認識され、ルイス・フィーゴ、クリスティアーノ・ロナウド、ナニ、リカルド・クアレスマ以来となるクラブの象徴的な選手とみなされた。
2008年10月22日、UEFAチャンピオンズリーググループリーグ・FCシャフタール・ドネツク戦で決勝点を挙げ、同大会でのクラブ最多得点記録に並んだ。11月1日に行われたグループリーグ最終戦のFCバルセロナ戦は2-5と惨敗したが、欧州カップ戦での通算19得点目を決め、クラブ記録を更新した。2009年2月のSLベンフィカとのダービーマッチでは2得点を挙げ、2008-09シーズンは17得点で得点ランキング2位にランクインした。2008年夏と2009年夏にはリーガ・エスパニョーラのセビージャFCへの移籍が噂されたが、いずれも実現していない。
2009年12月から2010年1月にかけて、負傷で1ヶ月間戦線を離れたが、1月18日のCDナシオナル戦 (3-2) で復帰し、途中出場ながら2得点を決めた。3月7日のCFベレネンセス戦 (4-0) では4得点すべてをひとりでたたき出した。10月21日、UEFAヨーロッパリーグのKAAヘント戦 (5-1) では2得点を挙げ、クラブの欧州カップ戦通算200得点目を決めた選手としてクラブ史に名を刻んだ。2011年2月4日のナヴァル戦 (3-3) がスポルティングでの最終戦となり、その試合で2得点を挙げて有終の美を飾った。スポルティングでは公式戦310試合に出場して174得点を挙げ、最多得点記録を保持している。

#### ブラジル復帰
2011年1月31日、33歳のリエジソンは古巣コリンチャンスと契約を交わした。2012年8月2日、CRフラメンゴと2013年末まで契約を結び、10年ぶりに復帰した。2013年1月にFCポルトにシーズン終了までの期限付き移籍をした。

### 代表

#### ポルトガル国籍取得
スポルティングCPで得点王に輝く活躍を見せてもブラジル代表には招集されずにいた。2006年のペドロ・パウレタの引退後、ポルトガル代表は絶対的なストライカー不在に悩まされており、ポルトガル国民はスポルティングで安定した成績を残していたリエジソンのポルトガル代表入りを期待した。本人もポルトガル代表招集に興味を示しており、ポルトガル在住が6年になる2009年7月から国籍取得の申請を行った。ポルトガル国籍の取得が完了すると、2009年8月26日、カルロス・ケイロス監督によってポルトガル代表に初招集され、MFデコ、DFペペらに次ぐ5人目のブラジル出身ポルトガル代表選手となった。

#### ポルトガル代表
ポルトガル代表の救世主として期待され、2009年9月5日のデンマーク戦でハーフタイムにティアゴ・メンデスと代わって出場して代表デビューし、ナニのコーナーキックから チームを引き分けに導く代表初ゴールを決めた。南アフリカで開催された2010 FIFAワールドカップの出場メンバーにも選出され、グループリーグ初戦のコートジボワール戦 (0-0) では先発出場した。第2戦の北朝鮮戦 (7-0) はウーゴ・アルメイダにポジションを譲ったが、途中出場して大会初得点を挙げた。

## 個人成績

### クラブでの出場成績
2011年2月3日現在
| クラブ           | シーズン | リーグ | リーグ | カップ | カップ | リーグカップ | リーグカップ | 欧州カップ/南米カップ | 欧州カップ/南米カップ | 通算 | 通算 |
| クラブ           | シーズン | 出場   | 得点   | 出場   | 得点   | 出場         | 得点         | 出場                  | 得点                  | 出場 | 得点 |
| ---------------- | -------- | ------ | ------ | ------ | ------ | ------------ | ------------ | --------------------- | --------------------- | ---- | ---- |
| コリチーバ       | 2001     | 9      | 5      | –      | –      | –            | –            | –                     | –                     | 9    | 5    |
| コリチーバ       | 2002     | –      | –      | 2      | 0      | 15           | 14           | –                     | –                     | 17   | 14   |
| コリチーバ       | 合計     | 9      | 5      | 2      | 0      | 15           | 14           | –                     | –                     | 26   | 19   |
| フラメンゴ       | 2002     | 24     | 14     | –      | –      | –            | –            | –                     | –                     | 24   | 14   |
| フラメンゴ       | 合計     | 24     | 14     | –      | –      | –            | –            | –                     | –                     | 24   | 14   |
| コリンチャンス   | 2003     | 14     | 10     | –      | –      | –            | –            | –                     | –                     | 14   | 10   |
| コリンチャンス   | 合計     | 14     | 10     | –      | –      | –            | –            | –                     | –                     | 14   | 10   |
| スポルティングCP | 2003-04  | 27     | 15     | 2      | 1      | -            | -            | 4                     | 3                     | 33   | 19   |
| スポルティングCP | 2004-05  | 31     | 25     | 2      | 1      | -            | -            | 14                    | 9                     | 47   | 35   |
| スポルティングCP | 2005-06  | 31     | 15     | 5      | 2      | -            | -            | 2                     | 0                     | 38   | 17   |
| スポルティングCP | 2006-07  | 28     | 15     | 6      | 6      | -            | -            | 5                     | 0                     | 39   | 21   |
| スポルティングCP | 2007-08  | 26     | 11     | 3      | 3      | 5            | 4            | 11                    | 6                     | 45   | 24   |
| スポルティングCP | 2008-09  | 26     | 17     | 2      | 2      | 3            | 4            | 4                     | 2                     | 35   | 25   |
| スポルティングCP | 2009-10  | 28     | 13     | 3      | 3      | 2            | 2            | 13                    | 4                     | 46   | 22   |
| スポルティングCP | 2010-11  | 13     | 3      | 3      | 2      | 2            | 1            | 6                     | 2                     | 24   | 8    |
| スポルティングCP | 合計     | 214    | 116    | 27     | 20     | 12           | 11           | 59                    | 26                    | 311  | 171  |
| コリンチャンス   | 2011     | 28     | 12     | 16     | 11     | –            | –            | –                     | –                     | 44   | 23   |
| コリンチャンス   | 2012     | 6      | 1      | 11     | 2      | –            | –            | 11                    | 2                     | 28   | 4    |
| コリンチャンス   | 合計     | 34     | 13     | 27     | 13     | –            | –            | 11                    | 2                     | 72   | 27   |
| フラメンゴ       | 2012     |        |        |        |        | –            | –            |                       |                       |      |      |
| フラメンゴ       | 合計     |        |        |        |        | ––           | ––           |                       |                       |      |      |
| 通算             | 通算     | 300    | 159    | 56     | 25     | 12           | 11           | 70                    | 27                    | 490  | 259  |

## 代表歴

### 出場大会
- ポルトガル代表
  - 2010 FIFAワールドカップ

### 試合数
- 国際Aマッチ 14試合 4得点（2009年-2010年）[17]

| ポルトガル代表 | 国際Aマッチ | 国際Aマッチ |
| 年             | 出場        | 得点        |
| -------------- | ----------- | ----------- |
| 2009           | 6           | 2           |
| 2010           | 8           | 2           |
| 通算           | 14          | 4           |

### 得点
| # | 日時           | 場所           | 相手                   | スコア | 結果 | 大会                                    |
| - | -------------- | -------------- | ---------------------- | ------ | ---- | --------------------------------------- |
| 1 | 2009年9月5日   | コペンハーゲン | デンマーク             | 1-1    | 1-1  | 2010 FIFAワールドカップ・ヨーロッパ予選 |
| 2 | 2009年10月10日 | リスボン       | ハンガリー             | 2-0    | 3-0  | 2010 FIFAワールドカップ・ヨーロッパ予選 |
| 3 | 2010年3月3日   | コインブラ     | 中国                   | 2-0    | 2-0  | 親善試合                                |
| 4 | 2010年6月21日  | ケープタウン   | 朝鮮民主主義人民共和国 | 5-0    | 7-0  | 2010 FIFAワールドカップ                 |

## タイトル

### クラブ
コリンチャンス
- カンピオナート・パウリスタ (1) : 2003

スポルティングCP
- タッサ・デ・ポルトガル (2) : 2006-07, 2007-08
- スーペルタッサ・カンディド・デ・オリベイラ (2) : 2007, 2008

FCポルト
- スーペル・リーガ (1) : 2012-13

### 個人
- コパ・スル＝ミナス 得点王 (1) : 2002
- スーペル・リーガ得点王 (2) : 2004-05, 2006-07
- スーペル・リーガ月間最優秀選手 (5) : 2006年1月、2007年4月、2009年1月、2009年4月、2010年3月